# Eugenio Amus
 (juin 2023).
Eugenio Amus, né le 26 mars 1834 à Brescia et mort le 25 novembre 1899 à Bordeaux, est un peintre italien.

## Biographie
Élève de Francesco Hayez, il subit l'influence  de Francesco Filippini.

## Musées
- Musei Civici di Arte e Storia di Brescia